# Gottlob Haag

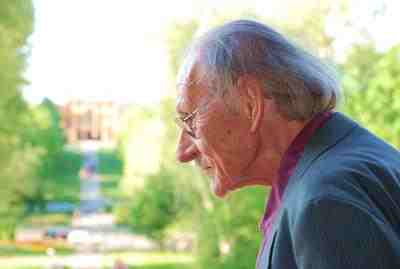
Gottlob Haag (2007)

Gottlob Haag (* 25. Oktober 1926 im Niederstettener Ortsteil Wildentierbach; † 17. Juli 2008 in Niederstetten) war ein deutscher Dichter. Er war ein renommierter Vertreter der hohenlohischen Mundart-Literatur. Die Welt, die er in seinen Gedichten beschrieb, ist die Kleinstadt, das Dorf, die Hohenloher Heimat, die alles umgebende Natur und das Leben in ihr, auf dem Lande.

## Leben
Gottlob Haag wurde als Sohn eines Korbmachers und einer Tagelöhnerin geboren. Er wuchs in ärmlichen Verhältnissen in Wildentierbach auf und besuchte die dortige Volksschule. Der sogenannte Volksschulabschluß sollte auch sein einziger Schulabschluss bleiben. Dass er einmal als die „Stimme Hohenlohes“ bekannt werden und zahlreiche Preise für sein literarisches Schaffen erhalten würde, war ihm nicht in die Wiege gelegt.
Er lernte zuerst den Beruf des Schneiders, wurde aber im Alter von 16 Jahren zum Reichsarbeitsdienst und danach als Soldat eingezogen. Im November 1944 wurde er bei der Schlacht im Hürtgenwald verwundet und geriet in amerikanische Kriegsgefangenschaft. Nach dem Ende des Zweiten Weltkriegs und seiner Entlassung aus der Gefangenschaft 1945 schlug er sich bis 1953 wieder als Schneider durch. Danach verdiente er seinen Lebensunterhalt als Nachtwächter, Gasgeneratorenwärter, Texter einer Bausparkasse, Steinbrucharbeiter und mit anderen Hilfsarbeitertätigkeiten. Ab 1961 fand er schließlich ein dauerhaftes Auskommen als Angestellter bei der Bundeswehrverwaltung des Heeresflugplatzes in Niederstetten, wo er bis zu seinem Ruhestand 29 Jahre lang beschäftigt war.
2008 verstarb er in einem Pflegeheim in Niederstetten.

## Werk
Gottlob Haags früheste prägende Lektüre war ein Buch mit Märchen und Sagen aus Württemberg. Als er das erste Mal ein Gedicht von Georg Trakl las, war er sofort fasziniert und inspiriert. In den 1950er-Jahren begann er selbst mit dem Schreiben von Gedichten, die noch verhältnismäßig naiv klingen. Das erste Gedicht von ihm wurde 1956 im Haller Tagblatt veröffentlicht und war ein Weihnachtsgedicht. Die Tageszeitung Fränkische Nachrichten wollte ihn eigentlich als Berichterstatter für die Dorfnachrichten gewinnen, doch er fragte gleich nach, ob er denn nicht auch ein Gedicht oder eine Zeichnung einsenden dürfe. So erschien Ende 1958 in den FN ein Gedicht, dem noch zahlreiche andere folgten. Es beginnt mit den Zeilen:
Wie schlägt mein Herz im Pferdeschritt, ich brauche keine Uhr / Ich zähle Stunden, Tag und Zeit aus meines Wagens Spur …
Ab da schuf er sein umfangreiches Lebenswerk. Seinen ersten Gedichtband Hohenloher Psalm veröffentlichte er 1964. Bis an sein Lebensende wurden es mehr als 40 Bücher, die meisten davon Gedichtbände, in Hochsprache wie in Mundart. Ab Mitte der 1960er-Jahre wurde Haag durch zahlreiche Beiträge im Bayerischen Rundfunk besonders im fränkischen Raum bekannt. Erst langsam begann sich danach auch der Süddeutsche Rundfunk für ihn zu interessieren. Neben seinen Gedichten schuf Haag Volkstheaterstücke, die unter anderem im Tempele (einer Naturbühne in Niederstetten) aufgeführt wurden. Für viel Wirbel und Diskussionen sorgte er Mitte der 1980er mit seinem Stück Dorfidylle 1943–45, das er vom Theaterverein Hollenbach aufführen ließ. Neben einer Hohenloher Version des Götz-von-Berlichingen-Stoffes übertrug er auch biblische Texte und das Vaterunser in das Hohenlohische.
Der Nachlass Gottlob Haags wurde vom Kulturamt der Stadt Niederstetten archiviert und war nur auf Anfrage einsehbar. Seit März 2018 gibt es im städtischen Kulturzentrum KULT das Gottlob Haag-Kabinett. Auf Audiodateien ist zu hören, wie Gottlob Haag seine Mundartgedichte vorträgt, Gedichte in Hochsprache wurden von Maria und Peter Warkentin vom Russland-Deutschen Theater eingesprochen. Es gibt Porträts des Dichters und Fotos aus seinem Lebensumfeld Wildentierbach zu sehen, ebenso einige Erinnerungsstücke. Und es gibt die Möglichkeit, seine Werke einzusehen oder auszuleihen.

## Über Gottlob Haag
„Er ist ein Naturtalent. In des Wortes reinster Bedeutung. Mit der Sprache lebt er. Zwischen den Städten wohnt er, Nürnberg im Osten, Stuttgart im Westen. In ihren Dialekten denkt er, und genau zwischen ihnen schreibt er. Denn in Hohenlohe scheiden sich die Geister, die er versammelt zu einer Tonlage, die nur er beherrscht. Oder vielmehr: deren Untertan er ist Im fränkisch-schwäbischen Grenzbereich geschieht mehr als leichthin Bemerkenswertes, seit es ihn gibt: das Verschmelzen zweier Wesensarten zu Literatur, wie sie nur dort gedeiht. Und, letztlich, auch nur dort völlig begreifbar wird, bisher jedenfalls.“

„Da ist nichts oberflächlich in den Raum gesprochen, sondern jedes Wort klingt sorgfältig gesetzt und mit Liebe schlicht geformt. Haag beschreibt die Natur, das Leben auf dem Land, er reflektiert über Religion aber er ist auch ein Wahrheitssucher, ein Freiheitsforscher und ein entschiedener Gegner von Krieg und Gewalt. Ohne seine Stimme wäre Franken und seine Literatur um einiges ärmer.“

## Veröffentlichungen (Erstausgaben)
- Hohenloher Psalm. (Gedichte) Hohenloher Druck- und Verlagshaus, Gerabronn 1964.
- Mondocker. (Gedichte) Verlag Nürnberger Presse, Nürnberg 1966.
- Schonzeit für Windmühlen. (Gedichte) Verlag Nürnberger Presse, Nürnberg 1969.
- Mit ere Hendvoll Wiind. (Gedichte in hohenlohisch-fränkischer Mundart mit einer vom Autor besprochenen Schallplatte) Verlag J.P. Peter, Gebrüder Holstein, Rothenburg o.d. Tauber, 1970.
- Unter dem Glockenstuhl - Fünf Funkgedichte. Wettin-Verlag, Kirchberg/Jagst 1971.
- Ex flammis orior. (Gedichte) Wettin-Verlag, Kirchberg/Jagst 1972.
- Dr äerscht Hoheloher. (Tonbuch) Wettin-Verlag, Kirchberg/Jagst 1973.
- Schtaabruchmugge. (Gedichte in hohenlohisch-fränkischer Mundart mit einer vom Autor besprochenen Schallplatte) Wettin-Verlag, Kirchberg/Jagst 1979.
- Lass deinen Schritt auf leisen Sohlen gehen. (Lyrik und Prosa) Echter Verlag, Würzburg 1979.
- Bass uff wenn dr Noochtgrabb kummt. (Gedichte) Hohenloher Druck- und Verlagshaus, Gerabronn 1982.
- Fluren aus Rauch. (Gedichte) Echter Verlag, Würzburg 1982.
- Haitzudooch. (Gedichte) Verlag Wilfried Eppe, Bergatreute 1984.
- Abschied nehmen ist wie leises Sterben. (Gedichte) Verlag Wilfried Eppe, Bergatreute 1986.
- Tauberherbst. (Ausgewählte Gedichte, Band 1) Frankonia Buch, Tauberbischofsheim 1986.
- Bin ich nur Stimme. (Ausgewählte Gedichte, Band 2) Frankonia Buch, Tauberbischofsheim 1987.
- Zwische de Zeile. (Gedichte) Verlag Wilfried Eppe, Bergatreute 1987.
- Der graue Tag hängt im Novemberwind. (Gedichte) Verlag Wilfried Eppe, Bergatreute 1988.
- Lass deinen Schritt auf leisen Sohlen gehen - Drei lyrische Kirchgänge. (2. erweiterte Auflage) Verlag Wilfried Eppe, Bergatreute 1990.
- Atemnoet. (Gedichte) Verlag Wilfried Eppe, Bergatreute 1990.
- Götz vo Berlichinge. (Volksstück in hohenlohisch-fränkischer Mundart) Verlag Wilfried Eppe, Bergatreute 1991.
- Liegt ein Dorf in Hohenlohe - Sechs lyrische Herbst- und Landschaftsbilder. Verlag Wilfried Eppe, Bergatreute 1992.
- Und manchmal krähte der Wetterhahn - Hohenlohisches Tagebuch. Verlag Wilfried Eppe, Bergatreute 1992.
- Mit ere hendvoll Wiind. (Gedichte) Verlag Wilfried Eppe, Bergatreute 1993.
- Neewenoodappt. (Gedichte) Verlag Wilfried Eppe, Bergatreute 1993.
- An die Spätgeborenen. (Gedichte) Verlag Wilfried Eppe, Bergatreute 1994.
- Blasius Heyden oder wie mer en Pfarr schlacht. (Volksstück in hohenlohisch-fränkischer Mundart) Verlag Wilfried Eppe, Bergatreute 1994.
- Erlkönig lässt grüßen. (Gedichte) Verlag Wilfried Eppe, Bergatreute 1994.
- In dr heiliche Noocht. (Weihnachtsbuch in hohenlohisch-fränkischer Mundart) Verlag Wilfried Eppe, Bergatreute 1994.
- Groessi Schprich. (Das Hohe Lied Salomos in hohenlohisch-fränkischer Mundart) Verlag Wilfried Eppe, Bergatreute 1994.
- Mit der Elle des Herzens gemessen - Sechs lyrische Hörbilder aus Franken. Verlag Wilfried Eppe, Bergatreute 1995.
- Vorbachsommer. (Gedichte) Verlag Wilfried Eppe, Bergatreute 1996.
- An Tagen wie diesen. (Gedichte) Verlag Wilfried Eppe, Bergatreute 1996.
- Lauter guedi Laiit - Fünfundzwanzig Geschichten aus Hohenlohe. Verlag Wilfried Eppe, Bergatreute 1996.
- Gesslers Fall oder die Niederstettener Revolution anno 1848 - Eine Revolutionskomödie. Verlag Wilfried Eppe, Bergatreute 1998.
- Die Stunde des Anglers. (Gedichte) Verlag Wilfried Eppe, Bergatreute 1998.
- Daheim in Hohenlohe - Sechs lyrische Hörbilder. Verlag Wilfried Eppe, Bergatreute 1999.
- Zeilen aus Hohenlohe. (Gedichte) Verlag Wilfried Eppe, Bergatreute 1999.
- Mit schtaawiee Schueh. (Gedichte) Verlag Wilfried Eppe, Bergatreute 2000.
- Ohne Beschwernis. (Gedichte) Verlag Wilfried Eppe, Bergatreute 2000.
- Bis zum letzten Akkord. (Gedichte) Verlag Wilfried Eppe, Bergatreute 2001.
- Sich selbst genug. (Gedichte) Verlag Wilfried Eppe, Aulendorf/Bergatreute 2004.
- „Der Bankert“ oder Ein zufriedenes Leben. (Autobiographischer Roman) Verlag Eppe GmbH, Aulendorf/Bergatreute 2004.
- Anneweech. (Erzählungen und Geschichten) Verlag Eppe, Aulendorf/Bergatreute 2005.
- Bin ich nur Stimme. (Gedichte) Verlag Eppe, Aulendorf/Bergatreute 2006.
- Dr kritische Gottlob Haag. Zeitkritische Texte aus dem literarischen Schaffen von Gottlob Haag. Verlag Eppe, Aulendorf 2011, ISBN 978-3-89089-269-6 (Hrsg. Peter Schäfer).

Der aus Niederstetten stammende Komponist Hartmut Schmidt schrieb seinen Liederzyklus für Bariton und Klavier Ärschte Hoheloher Wärrtschaftskandade nach Gedichten in Hohenloher Mundart aus dem Band Haitzudooch des Dichters.

### Über Gottlob Haag
- Helmut Böttiger: Gottlob Haag in Wildentierbach. Deutsche Schillergesellschaft, Marbach am Neckar 2016, ISBN 978-3-944469-22-5 (Aus der Reihe Spuren).

## Auszeichnungen
- 1965 Förder-Preis der Stadt Nürnberg
- 1978 Bundesverdienstkreuz am Bande (3. April 1978) für literarische Leistungen und die Erhaltung und Förderung der Hohenloher Mundart[6]
- 1987 Wolfram-von-Eschenbach-Preis
- 1993 Landespreis für Volkstheaterstücke für Götz vo Berlichinge
- 1994 Gottlob-Haag-Ehrenring, gestiftet durch den Bad Mergentheimer Goldschmied Helmut Frauenberger
- 1996 Verleihung der Ehrenbürgerrechte der Stadt Niederstetten
- 2002 Medienpreis der Hohenloher Zeitung
- 2007 Ludwig-Uhland-Preis